# Luca Banu
Luca Banu, né le 31 janvier 2005 à Constanța en Roumanie, est un footballeur roumain qui évolue au poste de milieu défensif au Farul Constanța.

## Biographie

### En club
Né à Constanța en Roumanie, Luca Banu est formé par l'Académie Gheorghe Hagi, pour ensuite commencer sa carrière dans le club partenaire du Farul Constanța. Capitaine de l'équipe U19 du club, il fait partie des joueurs les plus prometteurs, son entraîneur Gheorghe Hagi le compare notamment à l'ancien international roumain Ioan Sabău.
Banu joue son premier match en professionnel le 2 octobre 2022, lors d'une rencontre de championnat face au FC UTA Arad. Il entre en jeu et son équipe s'impose par deux buts à zéro,.
Il remporte son premier titre en étant sacré champion de Roumanie lors de la saison 2022-2023, le Farul Constanța remportant le premier titre de son histoire,.

### En sélection
Lucas Banu représente l'équipe de Roumanie des moins de 17 ans. Il joue un total de sept matchs avec cette sélection, tous en 2021, et marque un but.
Avec les moins de 18 ans, Banu se fait remarquer en marquant un but contre l'Italie le 23 mars 2023. Son équipe s'incline toutefois par trois buts à un ce jour-là. Il joue au total six matchs pour un but marqué avec cette sélection, entre 2022 et 2023.

## Palmarès
Farul Constanța
- Championnat de Roumanie (1) :
  - Champion : 2022-23.